# Giulio Negrone
Giulio Negroni (Genova, 1553 – Milano, 17 gennaio 1625) è stato un gesuita e scrittore italiano.

## Biografia
Nato a Genova nel 1553 da una famiglia di antica nobiltà, Negroni entrò nella Compagnia di Gesù a 18 anni, nel 1571, e fece la professione dei quattro voti nel 1591. Raffinato umanista, dotato di grande talento per l'insegnamento e la predicazione, insegnò retorica, filosofia e teologia; fu rettore dei collegi di Verona, Cremona e Genova, due volte superiore della casa professa di Genova e tre volte di quella di Milano. Per qualche tempo svolse la funzione di “socius” del provinciale, poi quella di viceprovinciale. Morì a Milano il 17 gennaio 1625. Fu membro dell'Accademia Partenia di Roma con lo pseudonimo di Panfilo Landi.

## Opere
- Impresa dell'accademia Partenia di Roma, Roma, Luigi Zannetti, 1594.
- (LA) Argumentum Academici Clypei, Genova, 1605.
- (LA) Orationes XXV, Mediolani, apud heredes Pacifici Pontij, & Io. Baptistam Piccaleum, 1609.
- (LA) Regulæ communes Societatis Jesu, commentariis asceticis illustratæ, Milano, 1613.
- (LA) Dissertatio subseciva de caliga veterum, Dillingen, Ulrich Rem, 1621.
- (LA) Tractatus ascetici, 5 voll., Milano, 1621-1623.
- (LA) Pars postrema asceticorum tractatuum, Milano, Giovanni Battista Bidelli, 1625.
- (LA) Dissertatio moralis de librorum amatoriorum lectione junioribus maxime vitanda, Milano, 1622.